# Shreveport
Shreveport est la troisième ville de la Louisiane, aux États-Unis. Elle est étroitement liée à la ville de Bossier City, avec une population métropolitaine de 378 331 habitants. Elle est le siège de la paroisse de Caddo et s’étend légèrement sur la paroisse de Bossier.
Fondée en 1836 par la compagnie Shreve Town, elle est située sur les berges de la Rivière Rouge, dégagée et rendue navigable par Henry Miller Shreve (en), qui commandait le corps du génie de l'armée des États-Unis, et à qui la ville (et la compagnie Shreve Town) doivent leur nom.
Shreveport a été la capitale de la Louisiane de 1863 à 1865.
Shreveport est le centre de l'Ark-La-Tex (en), la région comprenant l'Arkansas, la Louisiane et le Texas. Elle a beaucoup de casinos qui attirent des gens de quatre États : Sam's Town Casino, El Dorado Casino, Horseshoe Casino, Boomtown Casino et Harrah's. 
Elle a aussi quatre universités : l'université d'État de Louisiane à Shreveport, l'université Centenary de la Louisiane, l'université Austral de Shreveport, et l'université baptiste de la Louisiane.
Le siège de l'American Rose Society et sa roseraie se trouvent près de Shreveport.

## Histoire

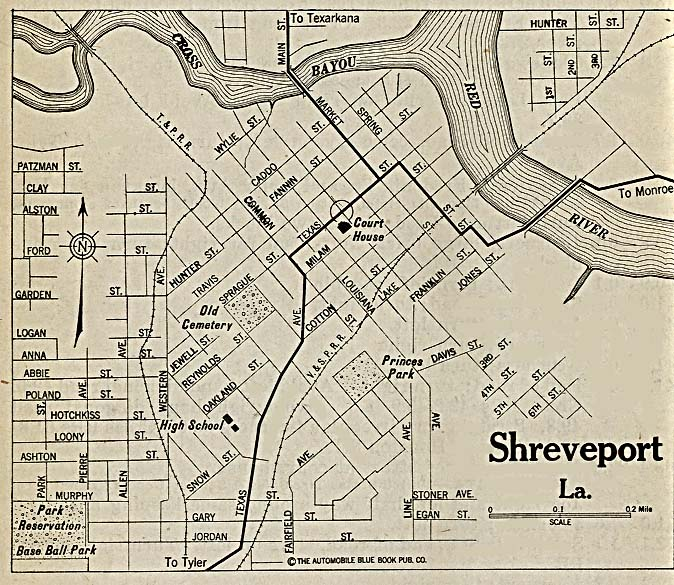
Carte de Shreveport éditée en 1920.

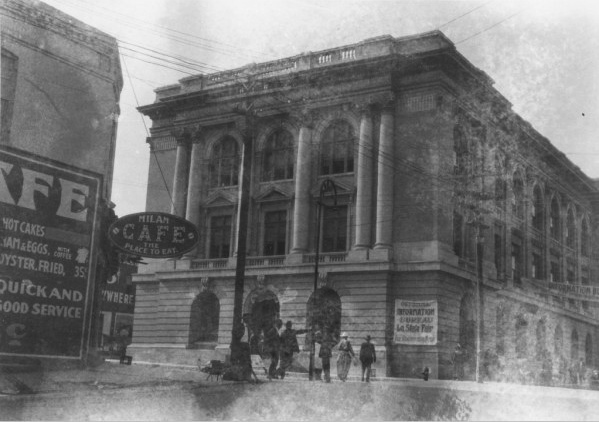
Centre de Shreverport en 1916, la mairie et le café Milan.

Shreveport a été choisie pour son positionnement au bord de la rivière Rouge et de la route du Texas. La rivière Rouge est devenue navigable jusqu'à Shreveport grâce au capitaine Henry Miller Shreve, qui commande alors les Corps du génie de l'armée des États-Unis. Le Great Raft, un embâcle naturel formé de troncs accumulés sur 260 km, empêchait la navigation. Shreve a utilisé un bateau spécialement modifié, « l'Heliopolis », afin de dégager la rivière.
Les terrains de la commune sont achetés aux Indiens autochtones Caddos en 1835. En 1838, la paroisse de Caddo est créée et la ville en devint le siège. Le 20 mars 1839, la ville change de nom pour "Shreveport". À l'origine, la ville se compose de soixante-quatre pâtés de maisons, sur huit rues est-ouest depuis la rivière Rouge et huit rues nord-sud de la Croix-Bayou, l'un de ses affluents.
Shreveport est rapidement devenue une cité commerciale où les marchandises transitent par bateaux à vapeur. Les produits sont le coton et les cultures agricoles. Shreveport a également eu un marché aux esclaves, bien que la traite des esclaves n'était pas aussi répandue que dans d'autres parties de l'État. Les bateaux à vapeur sillonnaient la rivière Rouge, et des dockers chargeaient et déchargeaient le fret. En 1860, Shreveport avait une population libre de 2 200 personnes et 1 300 esclaves.
Pendant la guerre de Sécession, Shreveport est un bastion confédéré et le siège du ministère de l'armée confédérée. Après la défaite des confédérés à l'est, la guerre civile continue pendant plusieurs mois à l'ouest jusqu'à la capitulation de Robert Lee en avril 1865, et Shreveport est brièvement devenue la capitale confédérée. Le président confédéré Jefferson Davis tente de fuir vers Shreveport quand il quitte Richmond.
Shreveport possède six quartiers historiques classés au patrimoine national. Shreveport est la deuxième ville de Louisiane après La Nouvelle-Orléans à posséder le plus grand nombre de sites historiques.
La rivière Rouge, ouverte par Shreve dans les années 1830, est restée navigable jusqu'à 1914, puis le chemin de fer a pris le relais pour transport des marchandises et des personnes.
Le chanteur et guitariste William Huddie Leadbetter, mieux connu sous le nom de Leadbelly, vient de Shreveport, il est né le 15 janvier 1888, sur la plantation Jeter près de Shreveport.
L'homme d'affaires et banquier Peter Youree (1843-1914), a financé le National Commercial Bank Building (1910), de dix étages et l'hôtel Washington Youree.

## Géographie
Shreveport se trouve sur un plateau en hauteur qui surplombe la rivière Rouge. Les forêts de pins, des champs de coton, les zones humides et les cours d'eau marquent la périphérie de la ville.

### Climat
Shreveport possède un climat subtropical humide (classification de Köppen). La pluviométrie est abondante, la moyenne annuelle des précipitations est près de 1,2 m, et avec des moyennes mensuelles allant de moins de 76 mm en août à 130 mm en mai. De violents orages accompagnés de fortes pluies, la grêle et des tornades se produisent dans la région pendant les mois de printemps et d'été. L'hiver est doux, 35 jours de gel par an, avec parfois du verglas. Les mois d'été sont chauds et humides, avec une humidité moyenne élevée, dépassant parfois 90 pour cent.

## Démographie
| Groupe                           | Shreveport | Louisiane | États-Unis |
| -------------------------------- | ---------- | --------- | ---------- |
| Afro-Américains                  | 54,7       | 32,0      | 12,6       |
| Blancs                           | 41,2       | 62,7      | 72,4       |
| Métis                            | 1,5        | 1,6       | 2,9        |
| Asiatiques                       | 1,3        | 1,6       | 4,8        |
| Autres                           | 1,0        | 1,6       | 6,4        |
| Amérindiens                      | 0,4        | 0,7       | 0,9        |
| Total                            | 100        | 100       | 100        |
|                                  |            |           |            |
| Hispaniques et Latino-Américains | 2,5        | 4,3       | 16,7       |

Selon l'American Community Survey en 2015, 96,0 % de la population âgée de plus de 5 ans déclare parler l'anglais à la maison, 1,72 % l'espagnol, 0,53 % le français et 1,75 % une autre langue.

## Économie
Shreveport a été un centre d'affaires important pour le commerce du pétrole aux États-Unis, avec la présence d'une branche de la compagnie Standard Oil. Dans les années 1980, une crise de l'industrie pétrolière et gazière s'est répercutée sur l'économie locale. De nombreuses entreprises ont largement licencié, ou fermé. Des centres commerciaux comme le South Park Mall ont fermé dans les années 1990. Shreveport a souffert de cette récession, et de nombreux habitants ont quitté la région.
Aujourd'hui, l'économie de la ville a fait la transition vers une économie de services. La région a connu une croissance rapide dans l'industrie du jeu, et en particulier pour l'hébergement de différents casinos en bateaux-mouches. Shreveport possède un des trois hippodromes de l'État, le Downs Harrah Louisiana.
En mai 2005, le Louisiana Boardwalk, un complexe commercial et de divertissement de 51 000 m2 a ouvert au bord de la rivière Rouge vers Bossier City. Le complexe abrite un centre commercial, plusieurs restaurants, un cinéma de 14 salles, un complexe de bowling, et un Bass Pro Shops.

## Éducation
L'école de Shreveport dessert l'ensemble de la paroisse de Caddo. Son fondateur est Clifton Ellis Byrd, originaire de Virginie, qui a assumé le poste de directeur administratif de 1907 et a continué jusqu'à sa mort en 1926. Le CE Byrd High School, a été ouvert en 1925.
Shreveport possède plusieurs collèges, y compris le Collège méthodiste et l'université d'État de Louisiane de Shreveport, qui a ouvert en 1967. Louisiana State University Health Sciences Center Shreveport, la seule école de médecine dans le nord de la Louisiane, a ouvert en 1969. Shreveport possède également l'une des plus grandes écoles de soins infirmiers dans le nord de la Louisiane.

## Militaire
Barksdale Air Force Base est située dans la paroisse de Bossier, proche de Shreveport, qui fait don du terrain pour sa construction dans les années 1920. La base porte le nom de l'aviateur et lieutenant Eugène Hoy Barksdale. La base a été ouverte en 1933 et est devenue Barksdale Air Force Base en 1947. C'est le siège de la 8th Air Force.
Shreveport est la base d'un escadron de la 108e brigade de cavalerie et de l'unité de reconnaissance de la 256e brigade d'infanterie.

## Évêché
- Diocèse de Shreveport
- Liste des évêques de Shreveport

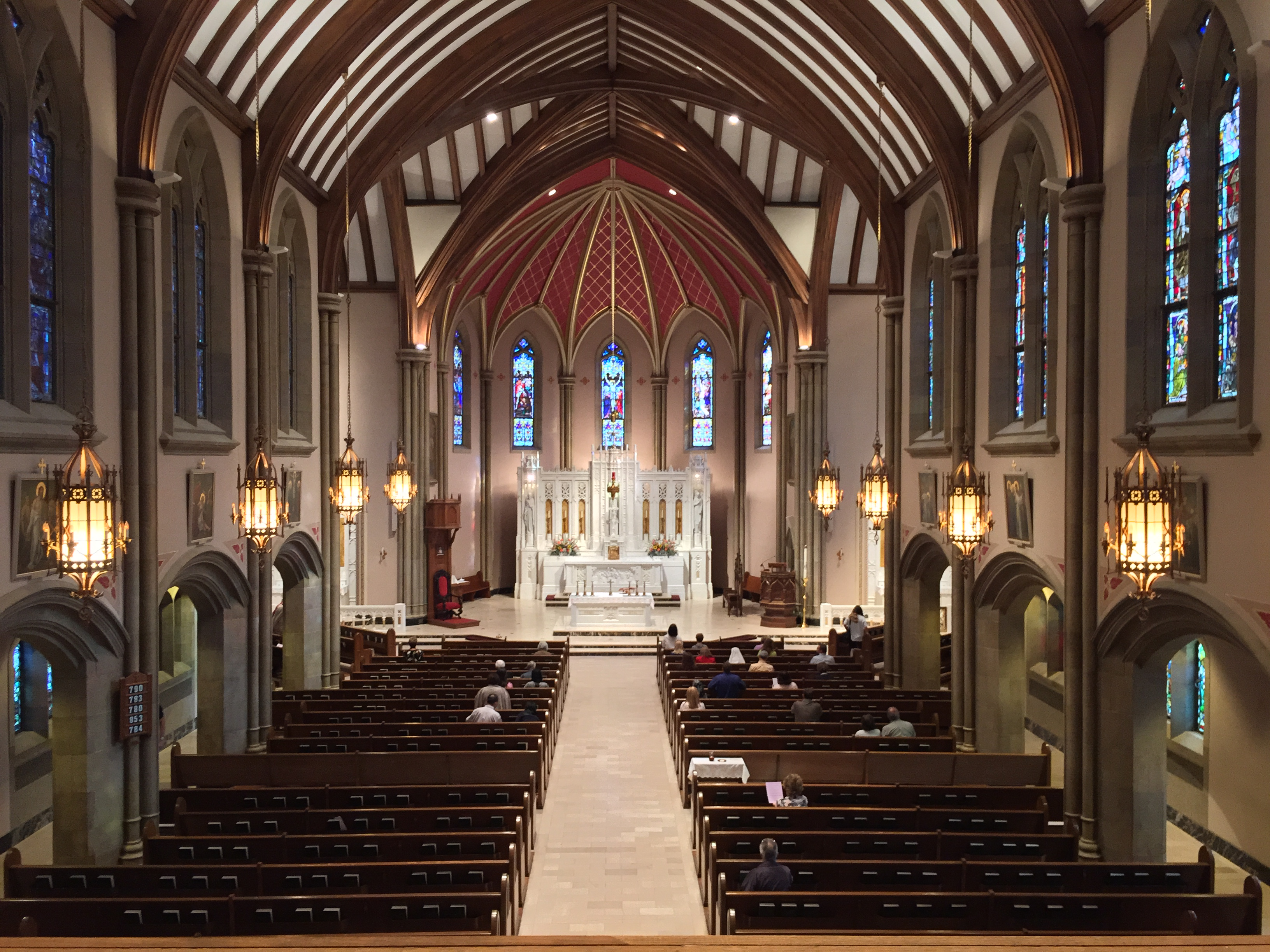
Cathédrale de Shreveport.

- Cathédrale Saint-Jean-Berchmans de Shreveport

## Personnalités liées à la ville

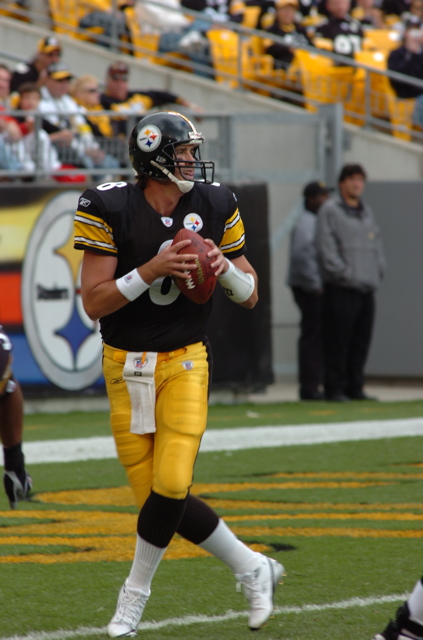
Tommy Maddox avec les Steelers de Pittsburgh en 2005 lors du Super Bowl XL.

L'enseignante et féministe Anne Ector Pleasant et son mari le gouverneur Ruffin Pelasant ont habité Shreveport jusqu'à leurs décès.